# Галерија Завода за културу војвођанских Словака
Галерија Завода за културу војвођанских Словака саставни је део Завода за културу војвођанских Словака, професионалне установе културе основане 2008. године у циљу очувања, унапређивања и развоја културе Словака који живе у Србији.

## Положај
Галерија Завода за културу војвођанских Словака налази у Његошевој 16/II/7, на Трифковићевом тргу у Новом Саду.  

## Намена
Галрија која је првенствено намењена за организацију изложби словачких академских сликара, вајара, отворена је и за познатие ликаре наиве и друге уметнике.
Сваке године почетком аугуста у оквиру Словачких народних свечаности у овој галерији отвара се изложба уметничких дела познатих словачких сликара.
У галерији се поред изложби организују и књижевне вечери, музиколошке конференције, семинари, прерформанси, креативне радионице и сл.,  
Неретко у њој се одржавају новосадске и војвођанске манифестације, као што је например Ноћ музеја, изложба Дунавски дијалози и сл.

## Стална поставка
Сталну поставку галерије чине портрети историјски значајних личности из облсати словачке војвођанске културе, аутора Павела Попа и Павела Чањија.